# Lariscus hosei
Lariscus hosei là một loài động vật có vú trong họ Sóc, bộ Gặm nhấm. Loài này được Thomas mô tả năm 1892.